# 安通煙管蝸牛
安通煙管蝸牛（学名：Hemiphaedusa antuensis）为煙管蝸牛科臺灣紡錘煙管蝸牛屬下的一个种。該物種主要分佈於臺灣東部的花蓮縣富里鄉安通溫泉、萬榮鄉紅葉溫泉、壽豐中正公園、富源森林遊樂區等。該物種的學名來自於模式標本的產地安通。